# Dennis Tipping
Dennis Tipping, född 20 september 1939, död 4 maj 2025, var en friidrottare från Australien. Han deltog vid olympiska sommarspelen 1960.